# Pterocheilus
Pterocheilus (лат.) — род одиночных ос (Eumeninae). 30 видов.

## Распространение
Неарктика (более 20 видов) и Палеарктика: от Западной Европы до Дальнего Востока. Для СССР указывалось 10-12 видов, в основном из Средей Азии. В Европе 1 вид.

## Описание
Мелкие (менее 1 см) оранжево-чёрные осы. Гнёзда в песчаной или глинистой почве. Взрослые самки охотятся на гусениц для откладывания в них яиц и в которых в будущим появится личинка осы. Провизия — гусеницы бабочек из семейств Psychidae и Noctuidae.

## Классификация
- Pterocheilus phaleratus (Panzer, 1797) typus (=Vespa phalerata Panzer)
  - Pterocheilus phaleratus chevrieranus  Saussure, 1856 
  - Pterocheilus phaleratus formosus  Frivaldski, 1876
  - Pterocheilus phaleratus luteiscapus  Gusenleitner, 1979
  - Pterocheilus phaleratus phaleratus  (Panzer, 1797)
  - Pterocheilus phaleratus suarezi  Gusenleitner, 1994
  - Pterocheilus phaleratus tuberculatus  Bluethgen, 1955
  - Pterocheilus phaleratus yeguasicus  Bluethgen, 1951
- Pterocheilus sibiricus F.Mor.